# Сампсониевский мост
Сампсо́ниевский мост (в XIX веке — Вы́боргский мост, в 1918—1993 годах — мост Свобо́ды) — автодорожный металлический разводной мост через Большую Невку в Санкт-Петербурге. Соединяет правый берег Невы и Петроградский остров, связывая Выборгский и Петроградский районы.

## Расположение
Мост соединяет улицу Куйбышева и Петроградскую набережную (Петроградский остров) с Финляндским проспектом и Пироговской набережной (Выборгская сторона).
Рядом с мостом расположены корабль-музей Аврора, гостиница «Санкт-Петербург» и Нахимовское военно-морское училище.
Ниже по течению находится Гренадерский мост.
Ближайшие станции метрополитена — «Площадь Ленина» и «Горьковская».

## Название
С 1784 года мост назывался Выборгским, так как мост вел на Выборгскую сторону. Современное название было дано в 1822 году по Большому Сампсониевскому проспекту. Иногда мост называли Госпитальным по находившемуся поблизости Военно-сухопутному госпиталю. 6 октября 1923 года мост переименовали в мост Свободы, а 4 октября 1991 года ему вернули историческое название.

## История
С 1806 года здесь находился Гренадерский наплавной мост, переведённый сюда из другого места. В 1847 году построен деревянный ригельно-подкосный (балочно-подкосный) свайный тринадцатипролётный мост. Разводным был второй пролёт от Выборгской стороны. Это был один из первых мостов, пришедших на смену плашкоутным. Мост был длиной 242 м, шириной 12,7 м. Разводился вручную. По предложению инженера А. С. Завадовского впервые в Петербурге мост был построен из круглого дерева, без обтески его на четыре канта. В 1862 и 1871 годах мост капитально ремонтировался с сохранением прежней конструкции. В 1877 году мост был усилен для прокладки линии конки.

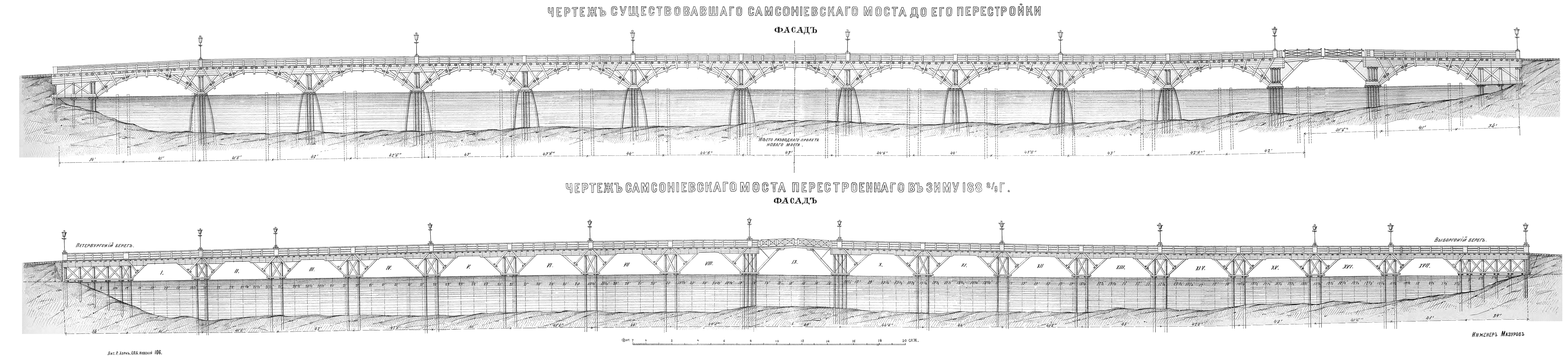
Чертеж моста до и после перестройки в 1889 году

В 1889 году выполнен капитальный ремонт моста по проекту инженера Н. М. Мазурова. Разводной пролёт был перенесён на середину моста, а число пролётов увеличено до 17. Длина моста стала 235 м, ширина 18,2 м. Перила на мосту были деревянные, а на опорах были установлены чугунные столбы прямоугольного сечения с фонарями.
К началу 1900-х годов мост пришёл в ветхое состояние, городские газеты неоднократно сообщали о случаях провалов настила проезжей части на мосту от экипажного движения.
В 1907—1908 годах, в связи с предполагавшейся прокладкой трамвайных путей по Сампсониевскому мосту, инженером Г. Г. Кривошеиным был составлен проект постоянного моста в двух вариантах — в металле и железобетоне с разводным пролётом посередине. Городской комиссией был одобрен вариант металлического моста. В 1908 году по проекту инженера А. П. Пшеницкого был сооружён временный деревянный объездной мост с разводным пролётом посередине, продольная ось которого была расположена ниже по течению реки на 65 м от существовавшего. Старый деревянный мост был разобран, но постоянного моста построить не удалось. В 1908 году по мосту открылось трамвайное движение.
В 1937 году под руководством инженера А. С. Граблевского произведён капитальный ремонт объездного деревянного моста, с усилением пролётных строений и опор. Деревянные прогоны были заменены металлическими балками, а в разводном пролёте деревянные подъёмные рамы заменены на металлические пролётные строения. Ручная разводка заменена на электромеханическую. В 1955 году объездной мост Свободы был закрыт для движения транспорта и пешеходов из-за его ветхого состояния.
Современный мост сооружен в 1955—1958 годах по проекту инженеров Ленгипроинжпроекта В. В. Демченко, Б. Б. Левина и архитекторов Л. А. Носкова и В. А. Грушке. Строительство моста осуществляло СУ-1 треста «Ленмостострой» под руководством главного инженера треста П. В. Андреевского и главного инженера СУ-1 О. С. Чарноцкого.
В 2000—2001 годах проведён капитальный ремонт моста. В ходе работ заменена гидроизоляция пролётных строений, выполнено устройство монолитной плиты проезжей части, уложены бесшпальные трамвайные пути, отреставрировано перильное ограждение и торшеры, установлена система художественной подсветки. В 2011 году в рамках переустройства транспортной развязки на Пироговской набережной была выполнена разборка павильона моста с последующим переносом его на новое место.
С 1 мая 2012 года до 27 мая 2013 года в связи со строительством развязки на правом берегу Невы Сампсониевский мост и Пироговская набережная от Евпаторийского переулка до Большого Сампсониевского проспекта были закрыты для движения транспорта. После этого мост стал короче — часть старого моста стала отдельным путепроводом над тоннелем Пироговской набережной и дамбой на расширенной развязке. Новая длина Сампсониевского моста составила 193 м.

## Конструкция
Мост семипролётный (2 боковых перекрыты железобетонными двухшарнирными арками, 5 пролётов перекрыты металлическими пролётными строениями, в том числе центральный разводной пролёт). Постоянные пролёты перекрыты двухпролётными неразрезными металлическими сварными балками с криволинейным очертанием нижнего пояса. Разводной пролёт двухкрылый, металлический, цельносварной, откатно-раскрывающейся системы с жёстко прикрепленными противовесами. Разводится с помощью электропривода. В закрытом состоянии представляет собой двухконсольную балку, соединенную в середине продольно-подвижным шарниром.
Сампсониевский мост по своей конструкции и системе подобен своим предшественникам — Каменноостровскому и Ушаковскому мостам. Отличается от них только наличием береговых железобетонных сводов и наличием у устоев гранитных дугообразных лестничных спусков к воде. Устои моста массивные, железобетонные на свайном основании, облицованы гранитом. Промежуточные опоры массивные, железобетонные на высоком свайном ростверке, облицованы гранитом. Длина моста 193 м, ширина — 27 м, в том числе два тротуара по 3 м и трамвайная полоса 7 м.
Мост предназначен для движения автотранспорта, трамваев и пешеходов. Проезжая часть моста включает в себя 4 полосы для движения автотранспорта (по две в каждом направлении) и 2 трамвайных пути. Покрытие проезжей части и тротуаров — асфальтобетон. Тротуар отделен от проезжей части на постоянных пролётах гранитным поребриком, а на разводном пролёте — металлическим. На мосту установлено чугунное перильное ограждение из часто расставленных прямых стержней, соединённых в верхней части пояса своеобразным «узлом» с чугунными тумбами. На устоях, железобетонных сводах и на всех опорах установлен гранитный парапет. Мост освещается с помощью установленных на всех опорах чугунных столбов, увенчанных круглыми обоймами со светильниками по кругу (по 3 светильника). На открылках устоев с верховой стороны расположены спуски к воде, облицованные гранитом. На правом берегу ниже по течению расположен гранитный лестничный спуск к воде с павильоном пульта управления.